# 許厝埔拱辰宮
許厝埔拱辰宮，位於彰化縣福興鄉橋頭村，是主祀玄天上帝的庄頭廟，也是「許厝埔十二庄」聯庄信仰中心，兼具宗教與文化保存意義。

## 歷史沿革
據傳清雍正年間，泉州許姓移民渡台，將玄天上帝神像奉於土地祠。隨信眾增加，擴建成廟，命名「拱辰宮」，象徵「眾星拱北辰」。
1975年爐主許萌山率庄民集資重建廟宇，舉行入火安座與立碑紀念。

## 建築與文化保存
廟體採三進式結構，保留雕樑彩繪與龍柱工藝，正殿兩側石碑由鹿港書畫家題詩，具藝術與文化價值。
2024年廟方結合鹿港國中與文化部推動「拓碑傳承活動」，邀師生與文化人拓印古碑與記錄碑文，並將舊碑拆卸保存，將於重建後復刻安裝回廟體。 

## 信仰與祭典
身為十二庄聯庄主廟，拱辰宮每年舉辦：
- **玄天上帝聖誕**（農曆3月3日）：戲曲、酬神與祝壽。
- **安營鎮符與繞境**（農曆4月）：十二庄共同舉行遶境與鎮符儀式，續演聯庄傳統。[8]

參與庄廟還包括埤腳庄保聖宮、港后庄福邢宮。

## 地理位置與現況
寺廟位於鹿港東郊，鄰近鹿港國中與橋頭太興宮。根據台灣好廟網，拱辰宮目前正積極重建新寶殿，信眾踴躍參與，廟務活動熱絡。

## 外部連結
- 拱辰宮 – 文化資源地理資訊系統
- 拱辰宮 – 台灣好廟網
- 鹿港時報：拱辰宮拓碑活動
- 台灣時報：廟方拓碑傳承活動